# Icilio Buonini
Icilio Buonini (Lucca, 6 ottobre 1859 – Livorno, 25 gennaio 1924) è stato un politico e militare italiano.